# Antoine Dieppo
Antoine Dieppo est un tromboniste néerlandais né le 30 novembre 1808 et décédé le 16 février 1878, professeur de trombone au Conservatoire de Paris de 1836 à 1871.

## Biographie
Antoine-Guillaume-Louis Dieppo naît à Amersfoort le 30 novembre 1808.
Personnalité du trombone en France au XIXe siècle, il est soliste à l'Orchestre de l'Opéra de Paris de 1835 à 1867, ainsi qu'à la Société des concerts du Conservatoire entre 1836 et 1871,. Très apprécié de Berlioz, c'est notamment pour lui que le compositeur écrit le solo de trombone de l'« Oraison funèbre » dans la Symphonie funèbre et triomphale.
En 1833, Luigi Cherubini rouvre une classe provisoire de trombone au Conservatoire de Paris en la confiant à Félix Vobaron. Une classe de trombone avait précédemment été créée en 1794-1795 avec la loi du 16 Thermidor an 3 (3 août 1795). Les musiciens de la garde nationale étaient alors enseignants. La classe a ensuite été fermée en 1802, Pierre-François Marcillac en étant le dernier professeur.
Comme pédagogue, Antoine Dieppo enseigne au Gymnase musical militaire et devient officiellement en 1836 le professeur de trombone du Conservatoire de Paris, dirigeant la classe jusqu'en 1871,.
Dieppo a vécu dans une période où le trombone était peu reconnu par les compositeurs. Malgré l’émergence de l'orchestre symphonique, les compositeurs l'ont peu utilisé comme soliste : Beethoven lui a donné de brèves apparitions, Mozart l'a utilisé dans ses opéras mais ne l'a jamais considéré comme instrument soliste (malgré le soli du Requiem). Après la réouverture de la classe en 1833, chaque professeur avait sa méthode de travail, correspondant à l'évolution du trombone à leur époque. La méthode Dieppo est une des premières de référence, on peut encore aujourd'hui en consulter des exemplaires.
Antoine Dieppo meurt à Dijon le 16 février 1878.